# La Cropte

La Cropte este o comună în departamentul Mayenne, Franța. În 2009 avea o populație de 218 de locuitori.